# 北斗鎮 (台灣)
23°52′23″N 120°31′27″E / 23.872986°N 120.524204°E
北斗鎮（白話字：Pó-táu-tìn；虎尾壟語：Baota），舊稱「寶斗」，位於臺灣彰化縣東南部、東螺溪（舊濁水溪）北岸，在清治時期曾是臺灣中部重要的河港與貨物集散地，沿東螺溪下游航經溪湖、鹿港等地，出海可與中國大陸福建等沿海省份進行海上貿易。日治時期以後，因受河川整治政策影響，東螺溪的濁水溪下游主流地位被西螺溪取代，河道日漸淤積，運輸量萎縮，加上興築縱貫鐵路未經過本地，導致北斗的交通樞紐地位逐漸被員林取代，經濟活動受阻，人口成長趨緩，現今為彰化縣下轄六鎮之中人口最少者。

## 歷史

### 地名由來
北斗最初的地名是「東螺」，最早街市興建於清朝乾隆年初，位於東螺溪南岸的舊眉庄（今彰化縣溪州鄉舊眉村一帶）。嘉慶年間，由於漳泉械鬥和東螺溪多次氾濫，街市房屋及田園數度被破壞殆盡，於是居民向北遷移兩里，在東螺溪北岸河洲高地上的寶斗庄另建新街市「寶斗」。寶斗一名來源說法有二，一說是來自於平埔族原住民巴布薩族「東螺社」（Dabale-Boatao）的Boatao音譯；另一說是此地街道整齊，形狀近似寶斗仁（骰子），故以此名稱之，但當時寶斗庄一帶多為田地，尚未有街道縱橫交錯，所以普遍認為前者說法較為可信。新街建成之日，地方仕紳依天象地理理論，以南一里有文昌祠，為「北斗魁前六星」之星象，往南二十里又有斗六（今雲林縣斗六市）為朝山，是「南斗六、北斗七」之星象，因此再改為現名「北斗」，惟臺語仍習慣以「寶斗」稱之。
另因北斗位於東螺溪北岸，水北為陽，亦有文人稱之為「螺陽」。

### 歷史發展

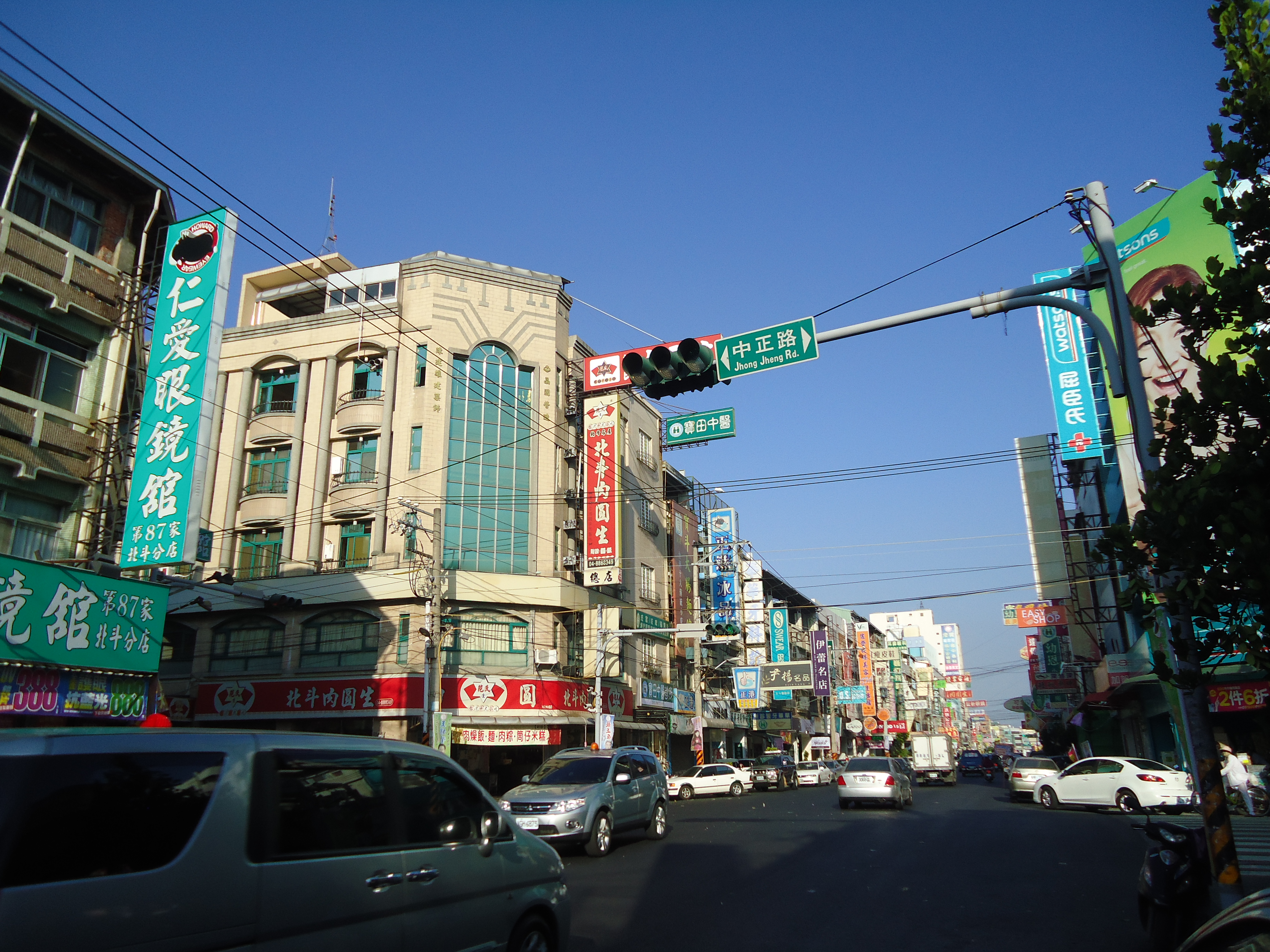
北斗鎮中華路街景

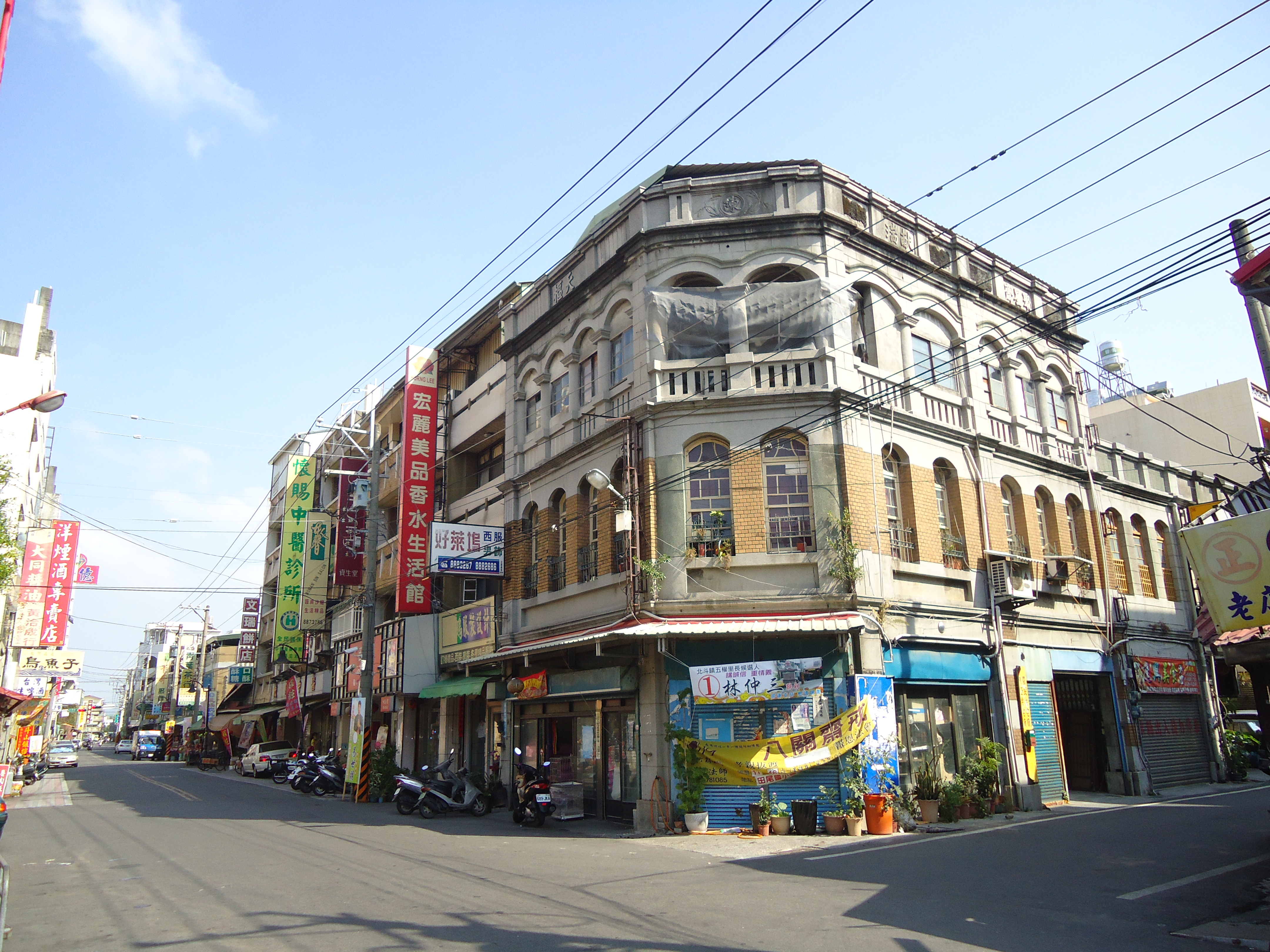
北斗鎮斗苑路街景

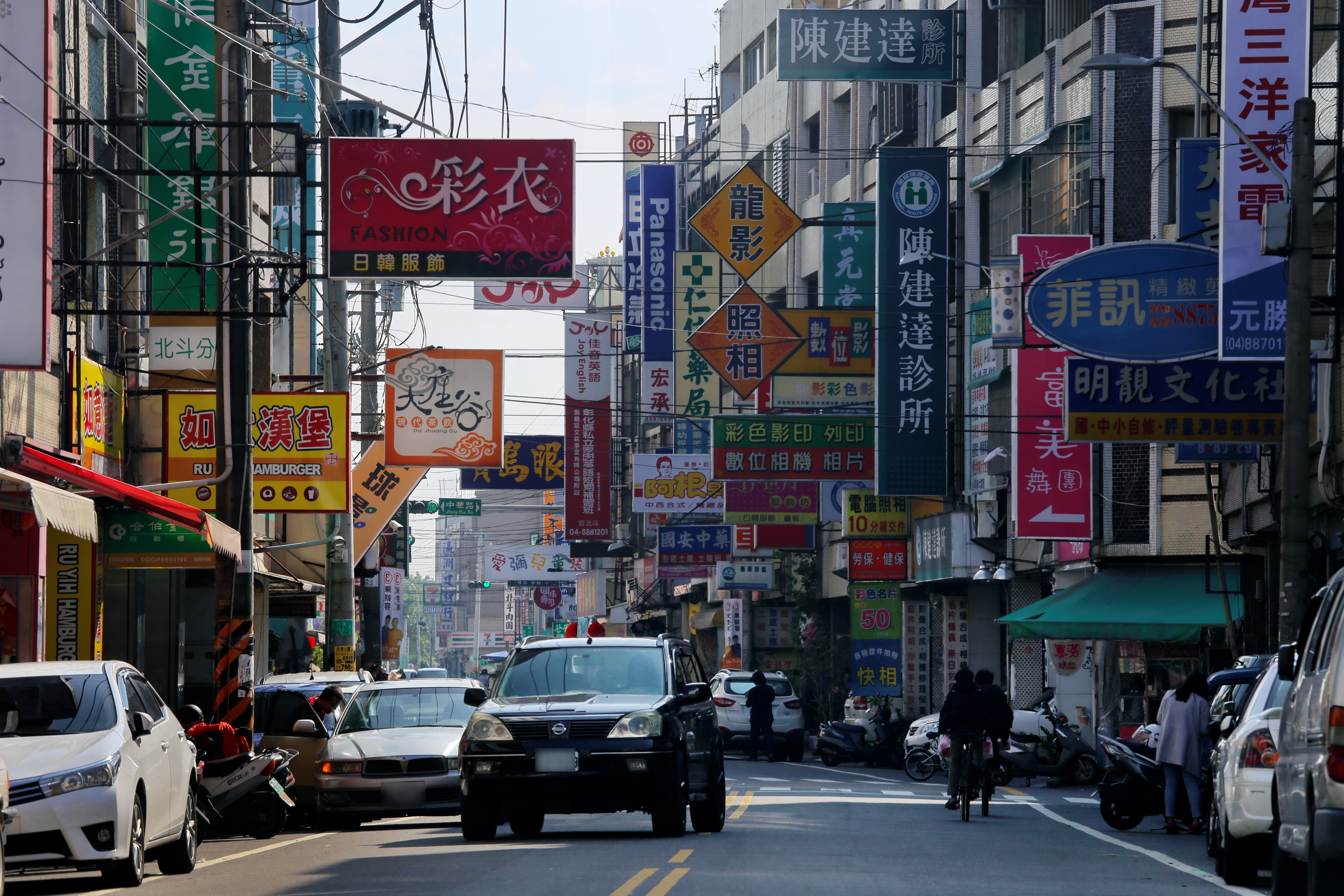
北斗鎮中正路街景

#### 清治時期
北斗鎮原為平埔族原住民巴布薩族「東螺社」、「眉裡社」的活動地區。由北斗地區廟宇創建年代推知，本鎮漢人聚落形成的時間，大約在清朝康熙末年左右。
- 康熙二十三年（西元1684年），明鄭滅亡之後，清朝政府於臺灣設立一府三縣，此地屬福建省臺灣府諸羅縣。
- 康熙二十四年（西元1685年），此地劃屬福建省臺灣府諸羅縣東螺社[5]。
- 康熙五十四年（西元1715年），廣東客籍墾首黃利英招募同籍佃戶，開拓東螺溪南岸「舊眉庄」（今溪州鄉一帶），這是史書記載最早入墾的漢人。
- 雍正元年（西元1723年），舊虎尾溪以北、大甲溪以南之地設為彰化縣，此地屬福建省臺灣府彰化縣東螺堡。
- 雍正年間到乾隆初年，大批漳泉移民開始移入，與客籍移民爭地，由於客籍移民不敵閩籍移民的人多勢眾，於是將所墾田業賣給閩籍移民，並遷往今彰化縣永靖鄉與台中市東勢區一帶。
- 乾隆年間為，東螺堡分東西二堡，東螺街屬東螺西堡。
- 乾隆三年（西元1738年），閩籍移民於東螺溪南岸「舊眉庄」建立街市，即「東螺街」(今溪州鄉舊眉村舊社檨仔庄一帶)，為福建省臺灣府彰化縣東螺西堡東螺街。
- 嘉慶八年（西元1803年），於彰化縣南五十里處興建螺青書院。[6]
- 嘉慶十一年（西元1806年），由於數度發生漳泉械鬥和東螺溪氾濫，街市房屋及田園均被破壞殆盡，居民遂提議遷徙。地方仕紳北渡東螺溪，選定在舊街市北方約兩里許一處高亢河洲地「寶斗庄」，另建新街市「寶斗街」。街道以奠安宮（希望從此能永久奠定安居之意）為中心，呈現井字輪廓，劃分為東西南北中等五個街區。新街建成之日，改名為「北斗街」[3][7]。又因此街為東螺街之移建，所以也被稱為「東螺北斗街」。
- 光緒十一年（西元1885年），臺灣建省，為臺灣省彰化縣東螺西堡北斗街。螺青書院[6]重建於北斗街東邊（今文昌里一帶）。

#### 日治時期
- 明治二十八年（西元1895年）7月，臺灣總督府以清政府時期的三府一直隸州為基礎，劃分三縣一廳。劃屬臺灣縣彰化出張所東螺西堡北斗街。
- 明治二十八年（西元1895年）8月，實施軍政，臺灣縣被裁撤，改設臺灣民政支部。劃屬臺灣民政支部彰化出張所東螺西堡北斗街。
- 明治二十八年（西元1895年）11月，彰化出張所裁撤，改設鹿港出張所。劃屬臺灣民政支部鹿港出張所東螺西堡北斗街。
- 明治二十九年（西元1896年），恢復民政，全臺恢復三縣一廳的規劃，臺灣縣改為臺中縣，而「出張所」調整成「支廳」，同年9月鹿港支廳改名彰化支廳，劃屬臺中縣彰化支廳東螺西堡北斗街。
- 明治三十年（西元1897年），三縣一廳改為六縣三廳，同時廢除支廳，縣、廳之下改設「辨務署」，劃屬臺中縣北斗辨務署東螺西堡北斗街。
- 明治三十四年（西元1901年），廢除縣，改制為「二十廳」，劃屬彰化廳北斗支廳東螺西堡北斗街。
- 明治四十二年（西元1909年），彰化廳併入臺中廳，劃屬臺中廳北斗支廳東螺西堡北斗街。
- 大正九年（西元1920年），台灣西部十個廳改制為五個州，五州之下轄3市47郡，劃屬臺中州北斗郡北斗街。北斗街為郡治所在地，成為行政和商業中心，逐漸形成現代小型城鎮的風貌。

#### 民國時期
- 民國三十四年（西元1945年），該年3月，重慶國民政府通過之台灣接管計劃綱要地方政制，原預計將北斗郡改制為北斗縣，北斗街改制為北斗鎮；同年10月，台灣省行政長官公署認為該政制不符實際需要，所以未全面實施，而後仍沿用日治時期地域劃分，但原有行政區劃由州改為縣、郡改為區、街改為鎮、庄改為鄉，因此改制為臺中縣北斗區北斗鎮，北斗區署設置於北斗鎮。北斗鎮劃分為18個里。
- 民國三十九年（西元1950年），撤除北斗區署。臺中縣之北斗區、彰化區、員林區三區與彰化市合併為彰化縣，改制為彰化縣北斗鎮至今。
- 1961年，原屬溪州鄉的日治時期台中州北斗郡豐里村大橋一帶被劃入西德里、川上與七星一帶被劃入七星里。
- 1978年，中山里併入重慶里、大同里併入五權里、光華里併入居仁里。[4]

#### 發展概況
北斗自古便是南彰化開拓歷史的中心，以東螺溪與鹿港相連成為了鹿港經濟圈。在水運方面，可達鹿港、林圮埔（今南投縣竹山）、西螺等地；陸運方面，向東經過赤水可進入今南投縣內，向西則可至番仔挖（今彰化縣芳苑），是山海間的集會點、交易中心，陸運與水陸的中心，因此有「一府二鹿三艋舺四寶斗」的說法。最繁盛時期有分早市、下午市、夜市，早市主賣山產，下午市主賣海產。兩市結束後，在奠安宮前廣場的北斗夜市便開始營業，可說是全臺第一個夜市。北斗的衰退從鹿港沒落開始，除了河道淤積外，1860年的開港通商鹿港不在其列，使鹿港失去與台灣其他商港的競爭，同屬鹿港經濟圈的北斗也受影響。而後北斗受洪災與回祿之災，再加上東螺溪河道改變，終使盛極一時的北斗街榮景散去。
日治時期的北斗街是北斗郡一街七庄的行政兼經濟中心，北斗由完全的商業機能轉為兼具商業與行政機能的都市，此時的北斗除了有機關林立，更有僅次於臺中、彰化兩市，是全臺中州第三擬定的都市計畫。在日治時期的北斗有「三員」之說：一為警員，北斗身為行政中心，擁有不少警備人員。二為教員，北斗是北斗郡最主要的教育中心，不少居民也由商業轉而投身教育，北斗出了不少校長人士。三為肉圓，北斗的肉圓是向來是北斗傳統美食，在地方上有一定名氣。雖然北斗有行政機能的加持，但在其他方面卻不利發展，北斗至西螺間的河道過寬，在原本計畫中就不經過北斗，縱貫鐵路未經北斗，被認為是不利發展最主要的原因，相對於縱貫鐵路開通後發展的城市，北斗未能搭上這波潮流，最明顯的便是與北斗相鄰的田中，分散了北斗轉運功能而發展起來。除了交通因素，在產業方面日治時期的工業也是使北斗發展不如彰化其他街庄的原因之一，同一時期在現彰化縣內的和美因紡織而起，溪湖、二林、溪州因糖業而起，員林因鳳梨工業而發展，但北斗缺少工業的輔助。以北斗與員林的例子而言，在日治初期北斗是南彰人口第一大的街庄，在1925年後員林街人口數即超越北斗，之後的差距越來越大，至1942年在北斗郡二街六庄中人口數僅多於竹塘庄。
戰後初期的北斗在臺中縣北斗區署的劃分下仍是具指標性的商圈，後來裁撤區署單位，北斗的行政機能頓失。而後修建的西螺大橋一時帶動了處於北端的北斗發展，但之後完工的中山高速公路雖然經過相鄰的埤頭，北斗交流道卻遲至2002年才完成。現今還是北斗地區四鄉鎮的商業中心；北斗鎮的人口僅在縣內排名第18，為彰化縣6鎮當中人口最少的鎮，但因行政區面積偏小，人口密度為全縣第6位。

## 地理

### 概論
北斗位於彰化平原東南方與濁水溪沖積平原東北方交界之處，距濁水溪主流北面約五公里，有其分流東螺溪（舊濁水溪）貫穿（全境大多位於北岸），面積19.2547平方公里，約佔彰化縣全部面積的百分之1.8，僅大於線西鄉，形狀如一片樹葉，呈東南向西北延伸狀。北斗原是東螺溪的河中洲地，屬於濁水溪沖積扇的上游地帶，西有東螺溪為界與埤頭鄉為鄰，北有濁水溪另一支流清水溪，以溪為界與田尾鄉為鄰。
河川除了提供水源灌溉土地，過去亦是重要的水路航道，拜河運便利之賜，北斗自古上可達竹山，下可通鹿港。在陸路方面，北斗地處彰化平原與雲嘉平原兩地區的交通必經位置，自清代以來聯外關係便相當活絡。

### 人口
根據彰化縣北斗戶政事務所統計，2024年底北斗鎮戶數約1.2萬戶，人口約3.3萬人，鎮內人口最多與最少的里分別是西德里與重慶里，2024年底兩里人口分別為5,361人與556人。北斗鎮人口的年齡構成中，0至14歲人口佔比13.37%，15至64歲人口佔比67.63%，65歲以上人口則佔比19.00%。

## 政治

### 歷任首長
日治時期
- 林慶賢：東螺西堡北斗街庄長
- 陳章琪：台中廳北斗支廳北斗區區長

1. 陳章琪：1920年－1924年（臺中州北斗郡北斗街街長）
2. 待查：1924年－1928年
3. 陳章琪：1928年－1932年
4. 田口茂雄：1936年－1940年
5. 待查：1940年－1944年

中華民國時期-北斗鎮鎮長
- 林汝直：1946年－1948年（首任官派）

| 任次 | 姓名   | 黨籍       | 就任時間       | 卸任時間       | 備註                                                                                         |
| ---- | ------ | ---------- | -------------- | -------------- | -------------------------------------------------------------------------------------------- |
| 1    | 楊萬上 |            | 1951年6月      | 1953年5月      |                                                                                              |
| 2    | 楊萬上 |            | 1953年5月      | 1956年5月      |                                                                                              |
| 3    | 楊萬上 |            | 1956年5月      | 1960年1月      |                                                                                              |
| 4    | 卓金水 |            | 1960年1月      | 1961年         | 任內過世                                                                                     |
| 4    | 張延彬 |            | 1961年8月      | 1964年1月      | 補選上任                                                                                     |
| 5    | 張延彬 |            | 1964年1月      | 1968年3月      |                                                                                              |
| 6    | 陳兆祥 |            | 1968年3月      | 1972年         | 任內過世                                                                                     |
| 6    | 鄭德城 |            | 1972年1月      | 1973年3月      | 補選上任                                                                                     |
| 7    | 鄭德城 |            | 1973年3月      | 1977年12月     |                                                                                              |
| 8    | 洪見洲 |            | 1977年12月     | 1982年12月     |                                                                                              |
| 9    | 洪見洲 |            | 1982年12月     | 1986年3月      |                                                                                              |
| 10   | 卓建國 |            | 1986年3月      | 1990年3月      |                                                                                              |
| 11   | 卓建國 |            | 1990年3月      | 1994年2月      |                                                                                              |
| 12   | 洪參民 | 無黨籍     | 1994年3月      | 1998年2月      |                                                                                              |
| 13   | 洪參民 | 無黨籍     | 1998年3月      | 2002年2月      | [ 12 ]                                                                                       |
| 14   | 詹孟士 | 無黨籍     | 2002年3月      | 2006年3月1日   | [ 13 ]                                                                                       |
| 15   | 詹孟士 | 民主進步黨 | 2006年3月1日   | 2010年2月28日  | [ 14 ]                                                                                       |
| 16   | 李順銘 | 中國國民黨 | 2010年3月1日   | 2011年4月26日  | 因賄選被判當選無效遭解職為第17屆鎮長之公公第18屆鎮長之父親                                   |
| 代理 | 張瑞彬 | 無黨籍     | 2011年5月10日  | 2011年7月27日  | 彰化縣政府指派代理                                                                           |
| 16   | 楊麗香 | 中國國民黨 | 2011年7月28日  | 2014年12月25日 | 補選上任。北斗鎮地方自治史上第一位女性鎮長，為李順銘之兒媳。                                 |
| 17   | 楊麗香 | 中國國民黨 | 2014年12月25日 | 2018年12月24日 | [ 19 ]                                                                                       |
| 18   | 李玄在 | 中國國民黨 | 2018年12月25日 | 2022年3月7日   | 為第16、17屆鎮長之丈夫，台灣地方自治史上首見一家三人接連擔任鎮長職務。後因涉貪汙圖利罪遭停職 |
| 代理 | 邱錦模 | 無黨籍     | 2022年3月8日   | 2022年12月24日 | 彰化縣民政處副處長代理職務                                                                   |
| 19   | 李玄在 | 無黨籍     | 2022年12月25日 | 2023年5月12日  | 因圖利罪褫奪公權解職                                                                         |
| 代理 | 吳禎祥 | 無黨籍     | 2023年5月23日  | 2023年8月13日  | 彰化縣簡任秘書代理職務                                                                       |
| 19   | 顏宏霖 | 無黨籍     | 2023年8月14日  | 現任           | 補選上任                                                                                     |

### 鎮政組織
北斗鎮公所是北斗鎮最高層級的地方行政機關，在中華民國政府架構中為鎮自治的行政機關，同時負責執行縣政府及中央機關委辦事項，北斗鎮的自治監督機關為彰化縣政府。鎮長由全體鎮民直接選舉產生，任期為四年，可連選連任一次。北斗鎮公所並置鎮政會議，為鎮政最高決策機構，在鎮長之下，設有5課4室等9個內部單位及4個附屬機關。
北斗鎮民代表會是北斗鎮的最高民意機關，代表全體北斗鎮民監察鎮政，鎮民代表由公民直選選出，任期為四年，可連選連任。北斗鎮民代表會共有11位鎮民代表，分別為第一選區2席鎮民代表、第二選區2席鎮民代表、第三選區5席鎮民代表、第四選區2席鎮民代表，主席、副主席由11位鎮民代表互選產生。

### 行政區
現今北斗鎮行政範圍的確立，來自於1920年，日本將臺灣十二廳改為五州二廳，設北斗街屬臺中州北斗郡:250。北斗街轄西北斗、東北斗、北勢寮等3個大字。1946年，改為「北斗鎮」，屬臺中縣北斗區。1950年，調整行政區域，北斗鎮改隸新成立的彰化縣:250。
北斗鎮共轄15個里，其行政區域分布情形為：
| 次分區   | 里名   | 里名   | 里名   | 里名   | 里名   | 里名   |
| -------- | ------ | ------ | ------ | ------ | ------ | ------ |
| 西北斗區 | 光復里 | 新政里 | 重慶里 | 五權里 | 七星里 | 居仁里 |
| 東北斗區 | 文昌里 | 東光里 | 中和里 | 大新里 | 新生里 |        |
| 北勢寮區 | 西德里 | 西安里 | 中寮里 | 大道里 |        |        |

### 行政機關
- 北斗鎮公所：公所街2號
- 北斗鎮衛生所：地政路406巷17號
- 北斗鎮地政事務所：地政路416號
- 北斗鎮戶政事務所：地政路466號
- 彰化縣警察局北斗分局：光復路215號
- 彰化縣消防局第四大隊北斗消防分隊:公所街12號
- 北斗鎮民代表會 暨 老人文康中心：光復路216號
- 北斗鎮立圖書館：光復路363號
- 彰化縣地方稅務局北斗分局：光復路238號
- 財政部中區國稅局北斗稽徵所：中山路二段309號
- 北斗鎮第一公墓 暨 齊民殿納骨塔：斗中路278巷52號
- 北斗鎮第二公墓 暨 思恩塔納骨塔：復興路401號

## 經濟

### 商業
- 公營單位：
  - 中華電信 北斗服務中心：宮後街27號
  - 台灣電力公司 北斗服務所：文苑路一段107號
  - 台灣自來水公司 北斗營運所：斗中路811號
  - 臺灣菸酒公司 北斗營業所：斗苑路二段143號

- 金融機構：
  - 中華郵政 北斗郵局：光復路226號
  - 合作金庫商業銀行 北斗分行：中正路168號
  - 臺灣中小企業銀行 北斗分行：宮前街62號
  - 彰化商業銀行 北斗分行：斗苑路一段172號
  - 台中商業銀行 北斗分行：斗苑路一段180號
  - 第一商業銀行 北斗分行：中山路二段35號
  - 元大商業銀行 北斗分行：光復路166號
  - 北斗鎮農會：光復路189號

- 購物中心：
  - 全聯福利中心 北斗斗苑店：斗苑路一段366號
  - 全聯福利中心 北斗復興店：復興路353號
  - 全聯福利中心 北斗斗中店：斗中路739號
  - 燦坤3C 北斗店：光華街31號
  - 全國電子 北斗中山店：中山路二段148號
  - 寶雅生活館 彰化北斗店：復興路313號
  - 大盤大生鮮五金百貨超市 北斗店：復興路366號
  - 全方位食品五金百貨大賣場 北斗店：中山路二段427號
  - 九如五金百貨量販廣場：中華路72號

- 藥妝保養：
  - 屈臣氏 北斗門市：中華路261號
  - 康是美 北斗門市：中華路270號
  - 福倫藥局 北斗店：斗苑路一段427號
  - 啄木鳥藥局 北斗店：復興路269號
  - 惠生大藥局 北斗店：中華路291號
  - 丁丁連鎖藥局 北斗店：斗苑路二段32號
  - 佑全保健藥妝 北斗中華店：中華路210號

- 連鎖餐飲：
  - 麥當勞 北斗中山店：中山路二段102號
  - 肯德基 彰化北斗餐廳：中山路二段40號
  - 必勝客 彰化北斗店：中山路二段190號
  - 達美樂 北斗店：文苑路一段33號
  - 85度C 彰化北斗店：中華路193號
  - 爭鮮PLUS 彰化北斗店：斗中路921號
  - Louisa Coffee 路易．莎咖啡 彰化北斗門市：中山路二段57號

### 工業
- 北斗工業園區：位於大新里

## 教育

### 高級中等學校
- 國立北斗高級家事商業職業學校

### 國民中學
- 彰化縣立北斗國民中學

### 國民小學
- 彰化縣北斗鎮北斗國民小學
- 彰化縣北斗鎮萬來國民小學
- 彰化縣北斗鎮螺陽國民小學
- 彰化縣北斗鎮螺青國民小學
- 彰化縣北斗鎮大新國民小學

## 醫療

### 醫院
- 卓醫院：中山路一段311號
- 南星醫院：斗苑路一段26號(已於112年12月31日停診歇業)

### 診所
- 牙科
  - 永安牙醫診所：中華路33號
  - 品悅牙醫診所：中華路195號
  - 大眾牙醫診所：中華路223號
  - 時代牙醫診所：公所街70號
  - 偉德牙醫診所：中華路231號
  - 康捷美學牙醫診所：斗苑路一段430號
  - 華華牙醫診所：中華路254號

- 眼科
  - 景福眼科診所：文子巷4－2號
  - 楊筱君眼科診所：斗苑路1段15號
  - 台全眼科診所：光復路199號

- 皮膚科
  - 佳宜皮膚科診所：中華路103號

- 骨科
  - 謝建輝骨科外科診所：中正路140號

- 耳鼻喉科
  - 蔡瑞聰耳鼻喉科診所：中華路197號
  - 張巍耀耳鼻喉科診所：中華路226號

- 婦產科
  - 林立明婦產科診所：中山路一段333號
  - 沈婦產科診所：中正路185號

- 精神科
  - 陳建達診所：中正路153號
- 糖尿病照護(國健署糖尿病健康促進機構)
  - 哲佳診所：中正路138號

- 綜合科別 (外科、內科、小兒科、家醫科)
  - 合濟診所：中山路二段38號
  - 光復診所：斗苑路一段35號(已於114年3月31日停診歇業)
  - 福全診所：中華路244號
  - 杏言外科診所：復興路20號
  - 林內兒科診所：光復路175號
  - 恩幼小兒科診所：中華路245號
  - 小樹苗兒科診所：中山路一段333號
  - 林樹頭內兒科診所：斗苑路一段243號
  - 陳世哲診所：中正路68號

- 不分科
  - 邱錫熊診所：光復路141號
  - 詹長機診所：中正路150號
  - 安泰診所：三民街2–7號
  - 李醫師診所：中正路215號

- 中醫
  - 護元堂中醫診所：宮後街26–2號
  - 真元堂中醫診所：中正路149號
  - 順成中醫診所：中正路180號
  - 寶田中醫診所：中華路260號
  - 勢登中醫診所：斗苑路一段94號
  - 振興中醫診所：七星巷8號
  - 懷賜中醫診所：斗苑路一段109號
  - 邱瑞章中醫診所：中山路二段176號
  - 人和堂中醫診所：後溪巷9號

### 照護服務
- 彰化縣私立北斗老人養護中心：地政路17號
- 卓醫院附設護理之家：中山路一段311號
- 慈心護理之家：興農路二段156號
- 欣和居家護理所：復興路228巷100號
- 秀傳醫療體系秀和苑北斗日照中心：陶朱路26號

## 交通
公路
- 國道一號（中山高速公路）
  - 北斗交流道（埤頭交流道）（220）（本鎮境外，位於埤頭鄉元埔村境內[29]）
- 台1線
- 縣道150號：埤頭鄉－北斗鎮－田中鎮

客運
| 路線編號 | 客運業者 | 營運區間            | 路線 | 備註                                                         |
| -------- | -------- | ------------------- | --- | ------------------------------------------------------------ |
| 8        | 員林客運 | 臺鐵田中站─溪州公園 | 臺鐵田中站-高鐵彰化站-十張犁-北斗環保公園-北斗-交流道-明道大學- -舊眉村-水利前-溪州服務站前-明道大學明誠宿舍-溪州公園               | 彰化縣公車，一天一班                                         |
| 8A       | 彰化客運 | 臺鐵田中站─張厝村   | 臺鐵田中站-高鐵彰化站-十張犁-北斗環保公園-北斗-交流道-明道大學- -舊眉村-水利前-溪州服務站前-明道大學明誠宿舍-溪州公園-三條村-張厝村 | 彰化縣公車，一天三班                                         |
| 8B       | 員林客運 | 臺鐵田中站─路口厝   | 臺鐵田中站-高鐵彰化站-十張犁-北斗環保公園-北斗-交流道-明道大學- -舊眉村-水利前-溪州服務站前-明道大學明誠宿舍-溪州公園-路口厝        | 彰化縣公車，一天二班                                         |
| 15       | 員林客運 | 二林─溪頭           | 二林-合興-北斗-高鐵彰化站-溪頭 | 彰化縣公車， 平日行駛，一班往返                              |
| 1830     | 國光客運 | 北斗─台北           | 北斗-啟聰學校-捷運大橋頭站-臺北轉運站                                                                                               | 去程每日行駛 返程每週五、六行駛。 經員林、彰化，返程停重陽。 |
| 6707     | 員林客運 | 員林─二林           | 員林-永靖-田尾-北斗-(明道大學)-溪州-竹塘-二林                                                                                       | 部分經明道大學                                               |
| 6709     | 員林客運 | 田中─二林           | 田中-高鐵彰化站-北斗-(明道大學)-埤頭-原斗-二林                                                                                      | 部分經明道大學                                               |
| 6716     | 員林客運 | 北斗─彰化           | 北斗-海豐崙-溪湖-埔鹽-秀水-彰化 | 一天五班                                                     |
| 6881     | 員林客運 | 員林─西螺           | 員林-永靖-田尾-北斗-(明道大學)-溪州-西螺                                                                                            | 部分經明道大學                                               |
| 6882     | 員林客運 | 台中─西螺           | 台中-烏日-高鐵台中站-彰化-花壇-大村-員林-永靖-田尾-北斗-(明道大學)-溪州-西螺                                                        | 一天三班，部分經明道大學                                     |

*國光客運 1830 班次，可於中山路二段與學府路交叉口之公車站牌搭乘，可持預購票券上車，或是上車後至員林轉運站補票。

*日統客運於2020年1月1日起，停止北斗站營運業務並裁撤站位，其營運路線不再停靠北斗。
加油站
- 全國加油站北斗站：斗苑路二段766號
- 台灣中油北斗站：中山路二段207號
- 福懋加油站北斗站：中山路二段395號
- 元斗加油站：中山路一段
- 無憂加油站：宮前街2-1號

## 旅遊
- 信仰中心：
  - 北斗奠安宮：斗苑路一段120號

- 人文景點：
  - 市區美食：中華路、斗苑路一段
  - 奠安宮美食街廣場：奠安宮後殿一樓

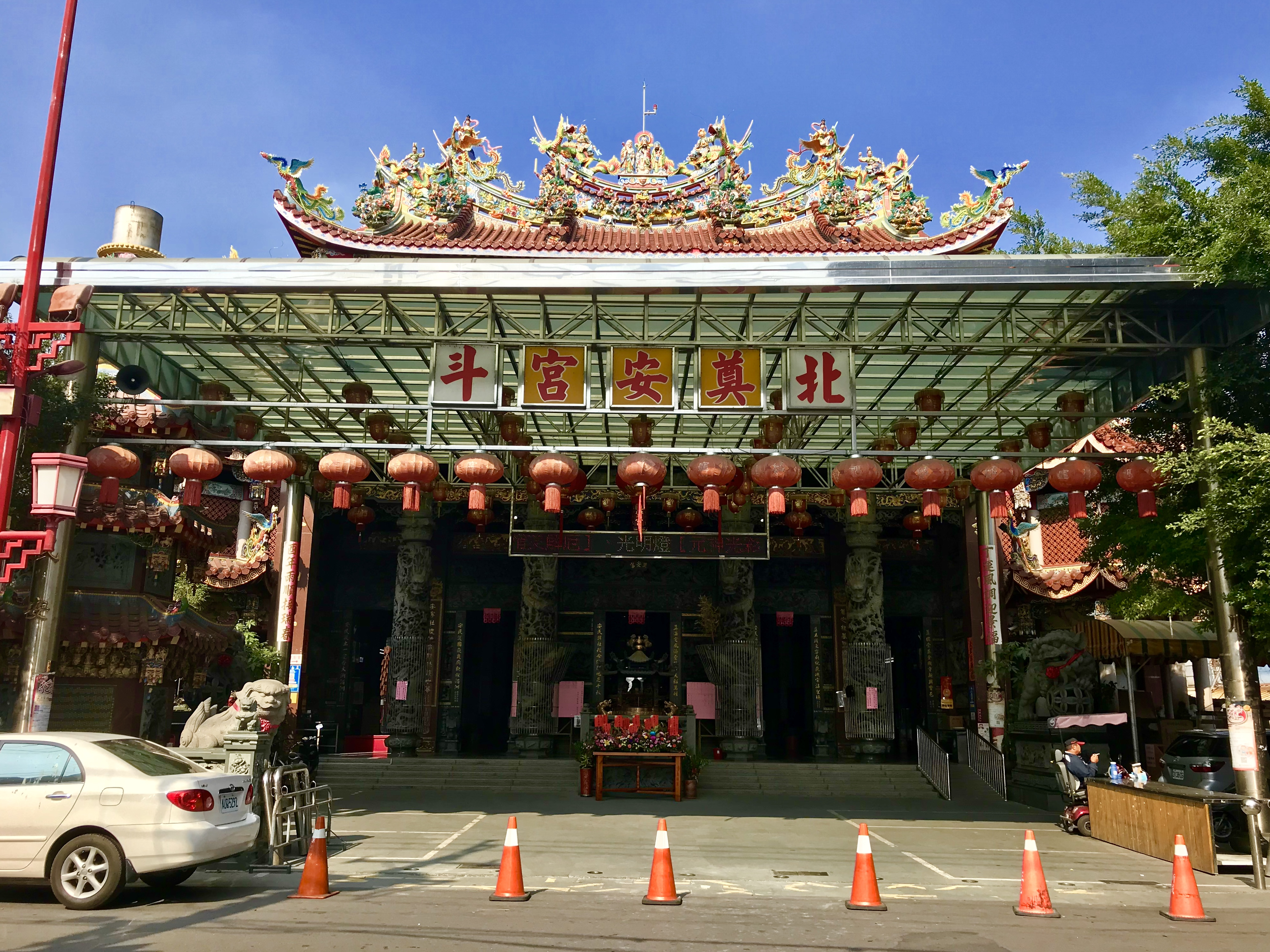
北斗奠安宮

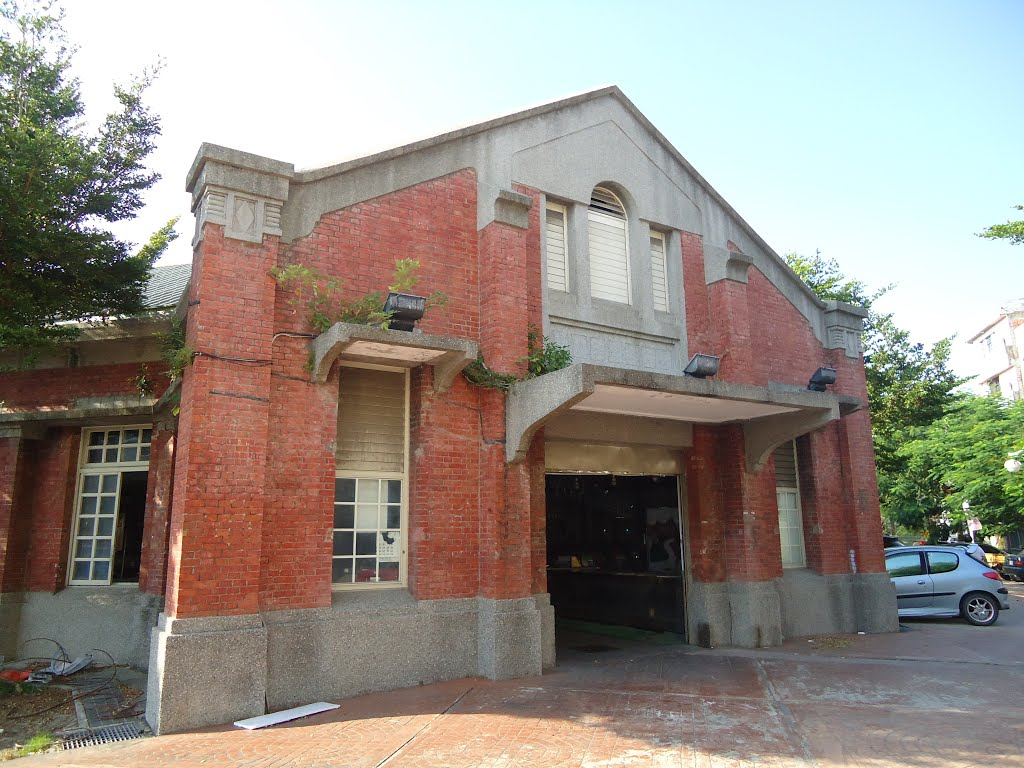
北斗紅磚市場

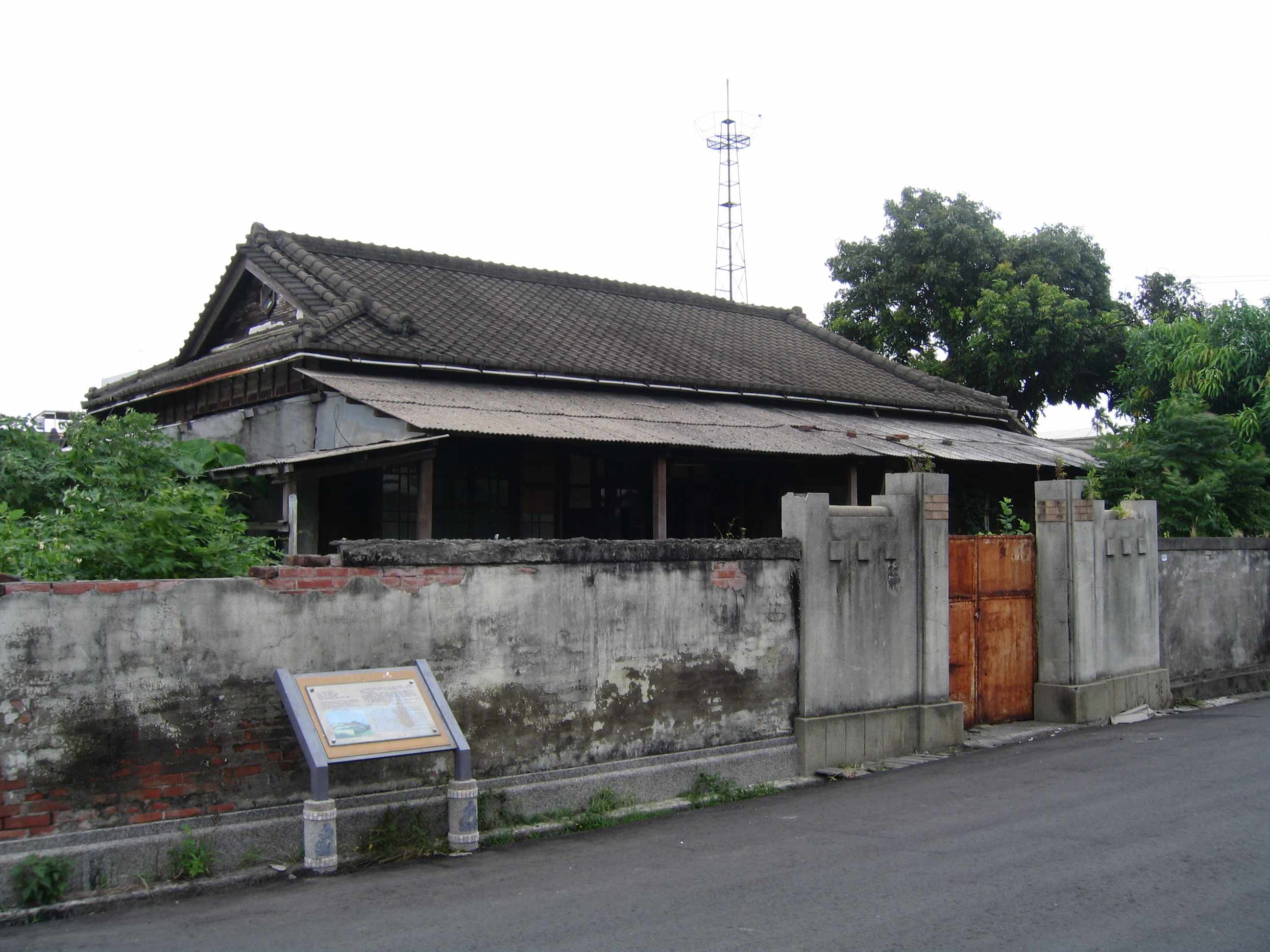
北斗郡守官舍

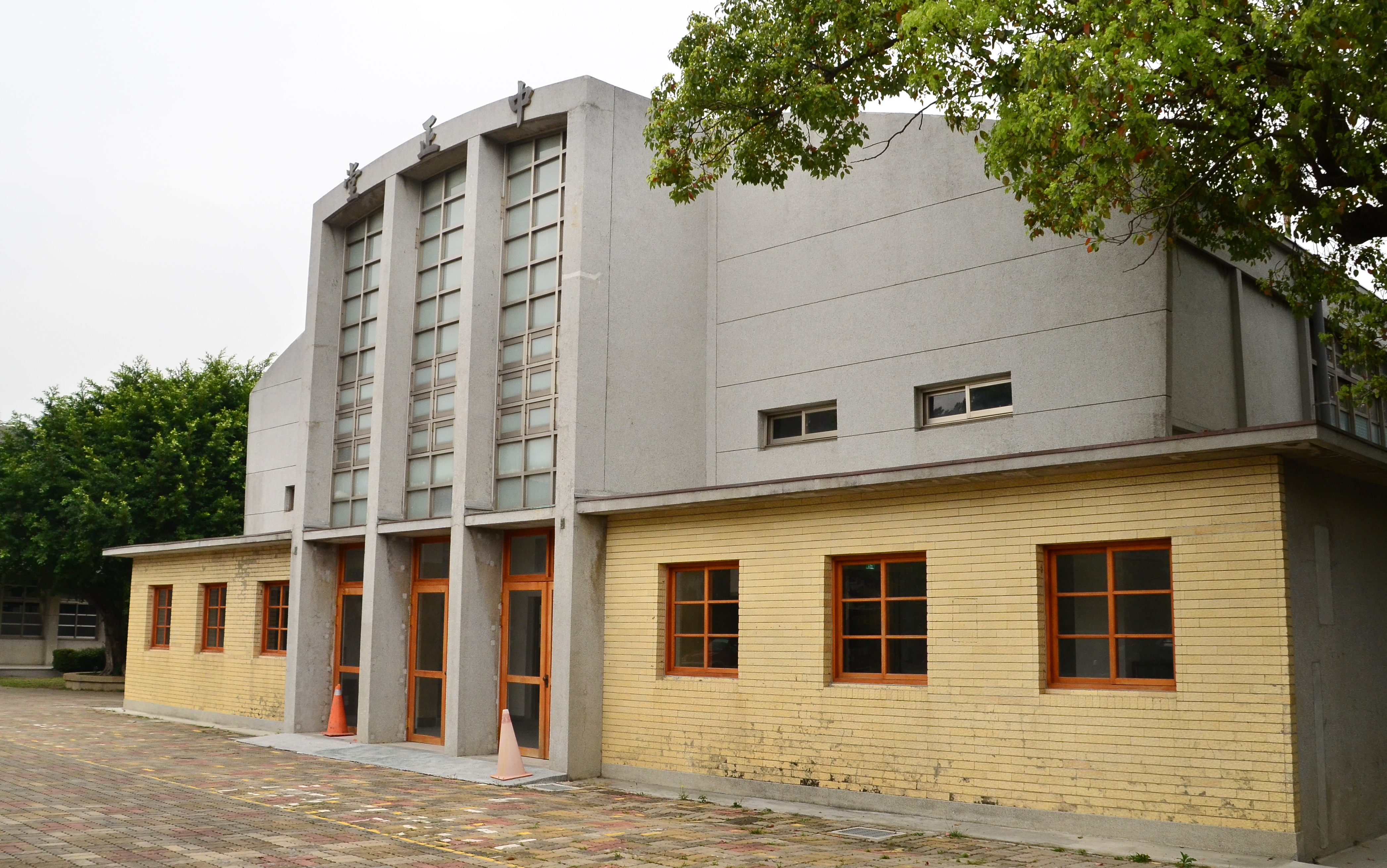
北斗國中中正堂

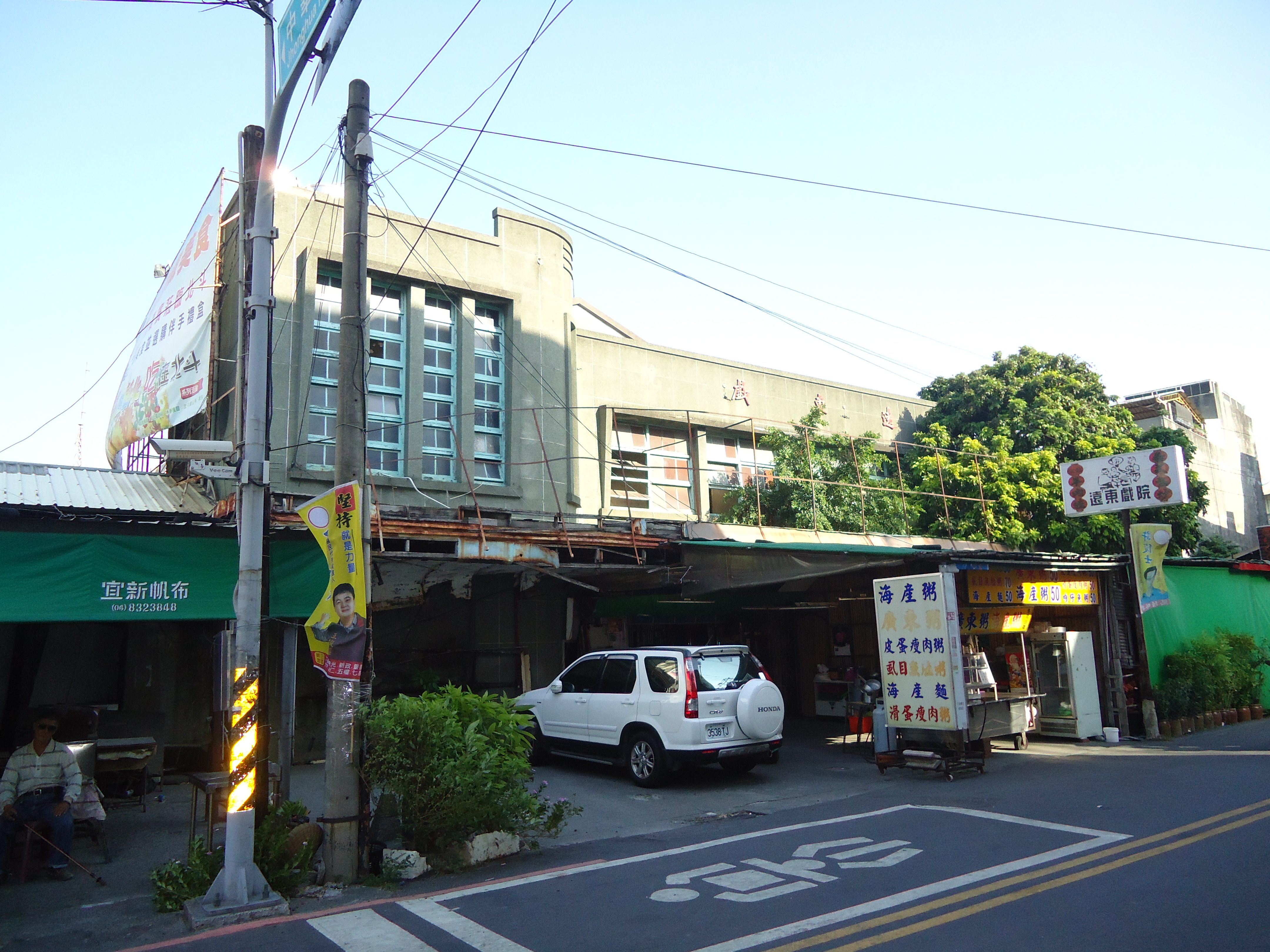
北斗遠東戲院

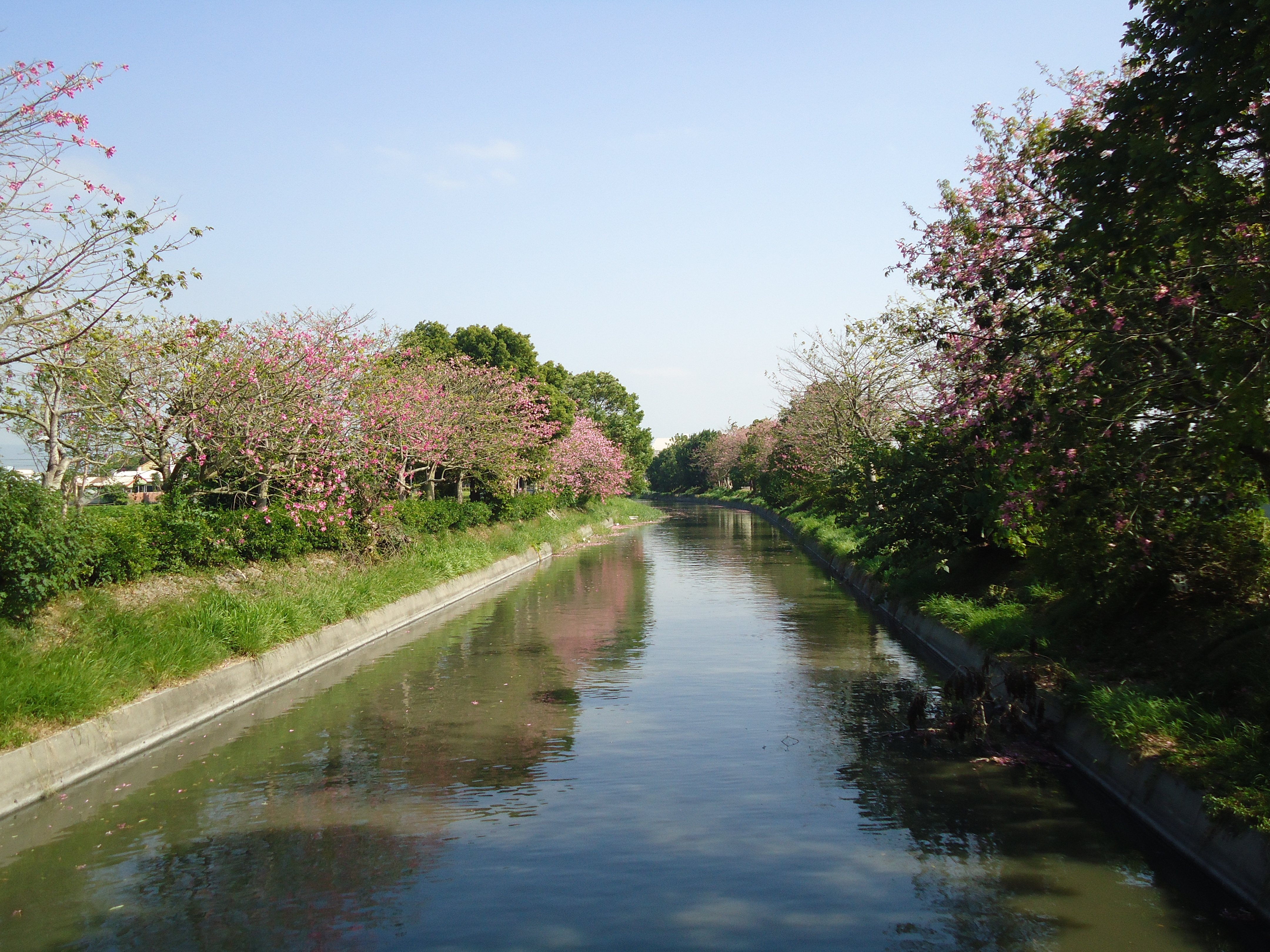
北斗河濱公園

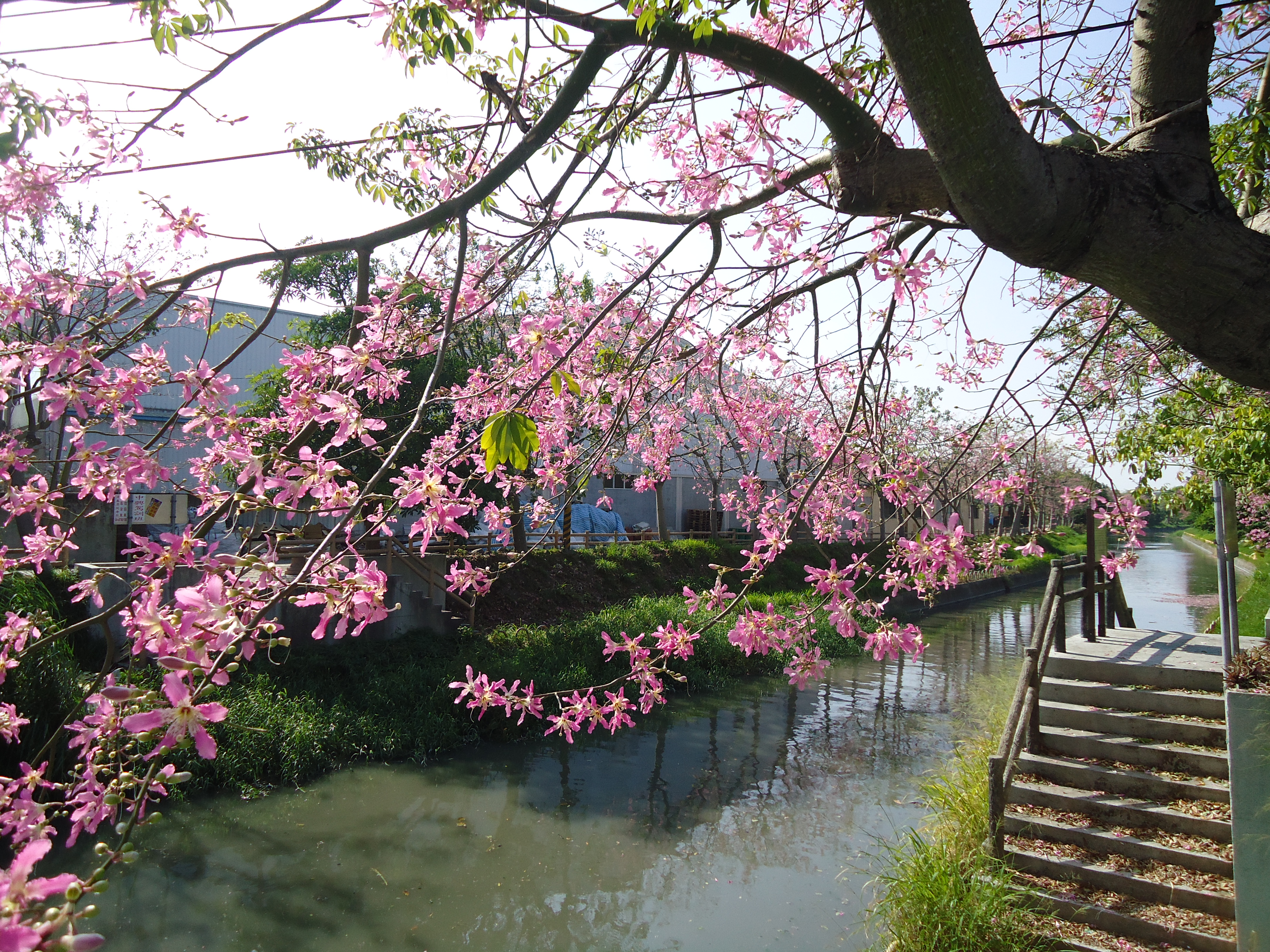
東螺溪畔美人樹花季

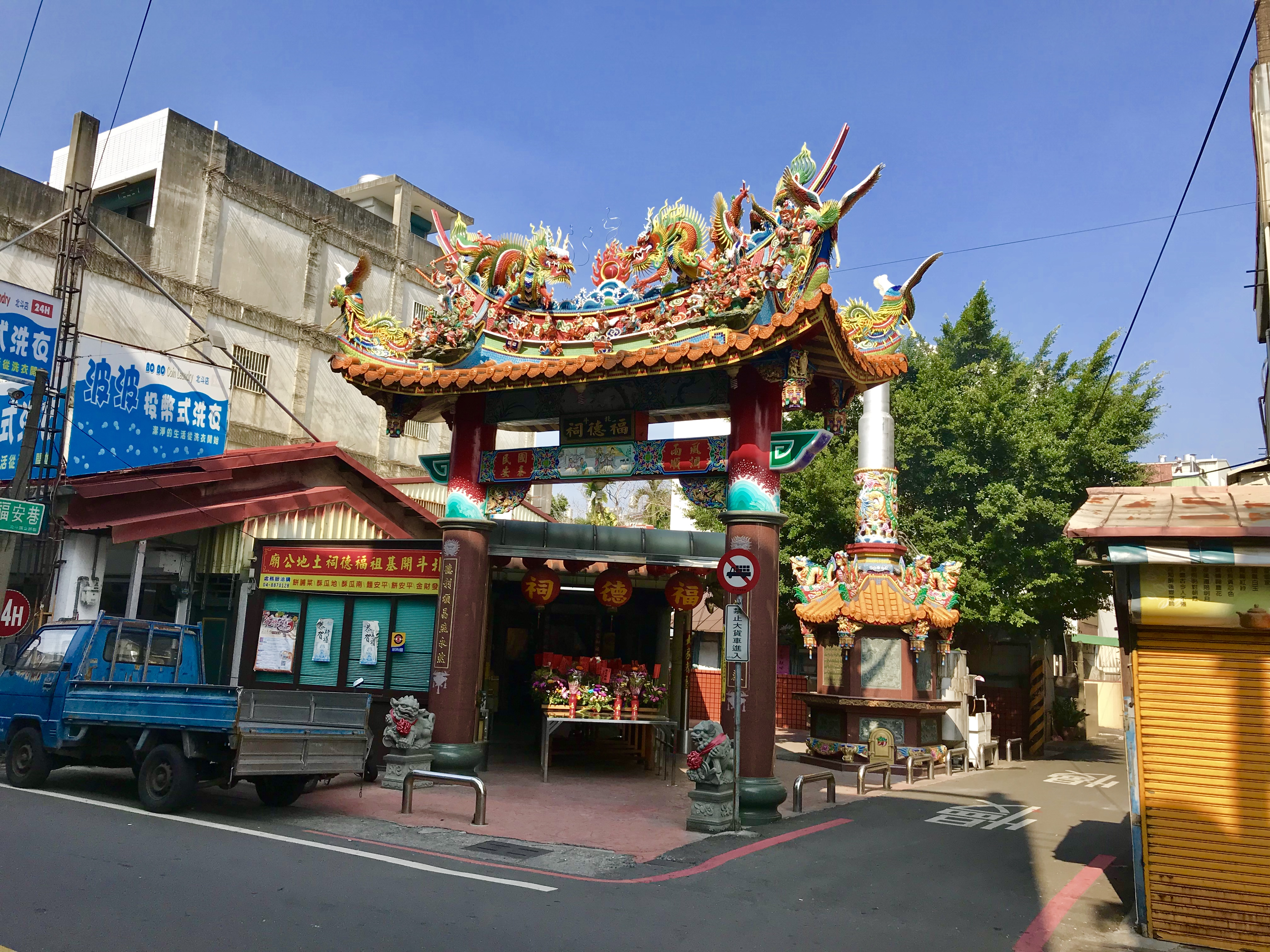
北斗開基祖廟福德祠

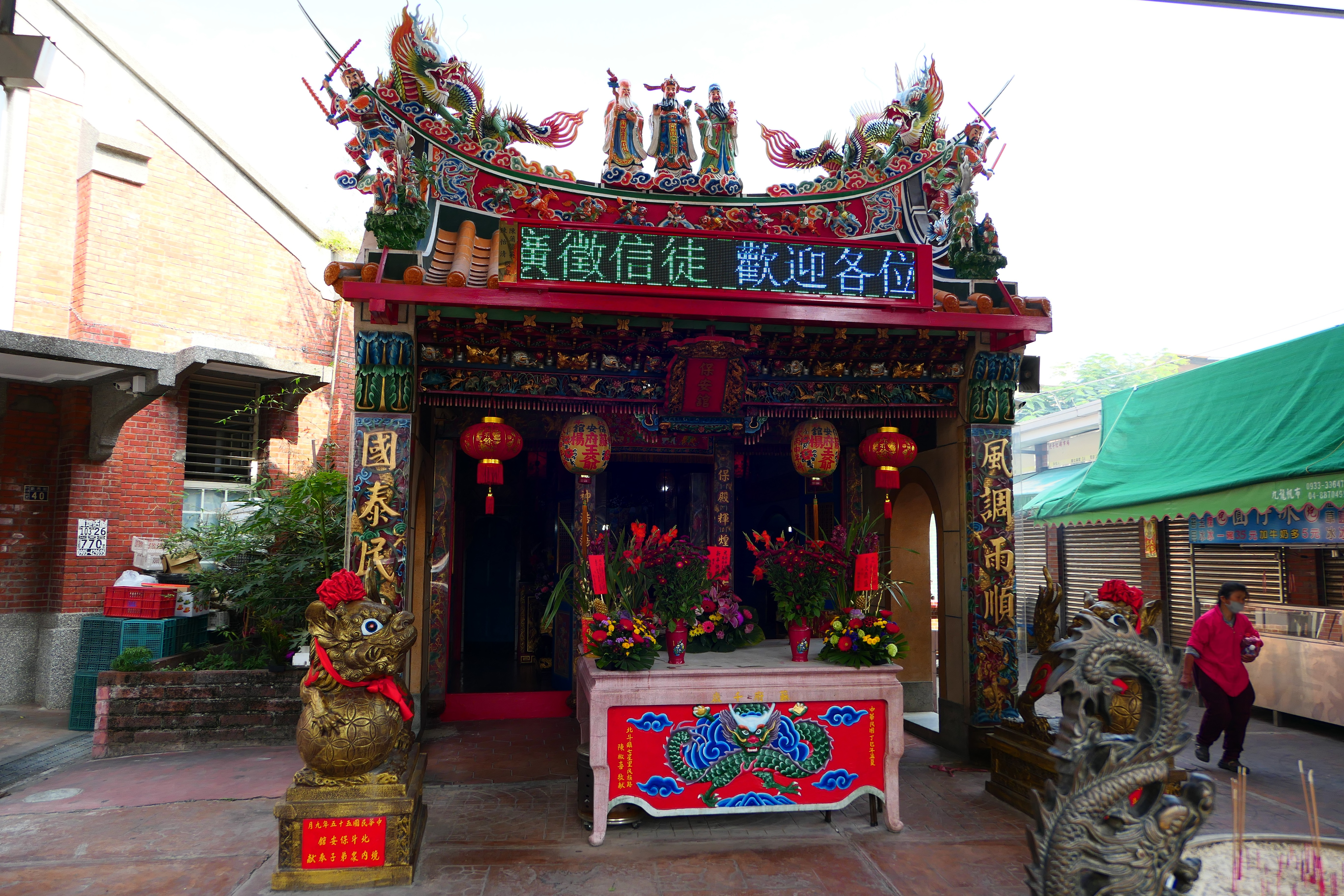
北斗保安館

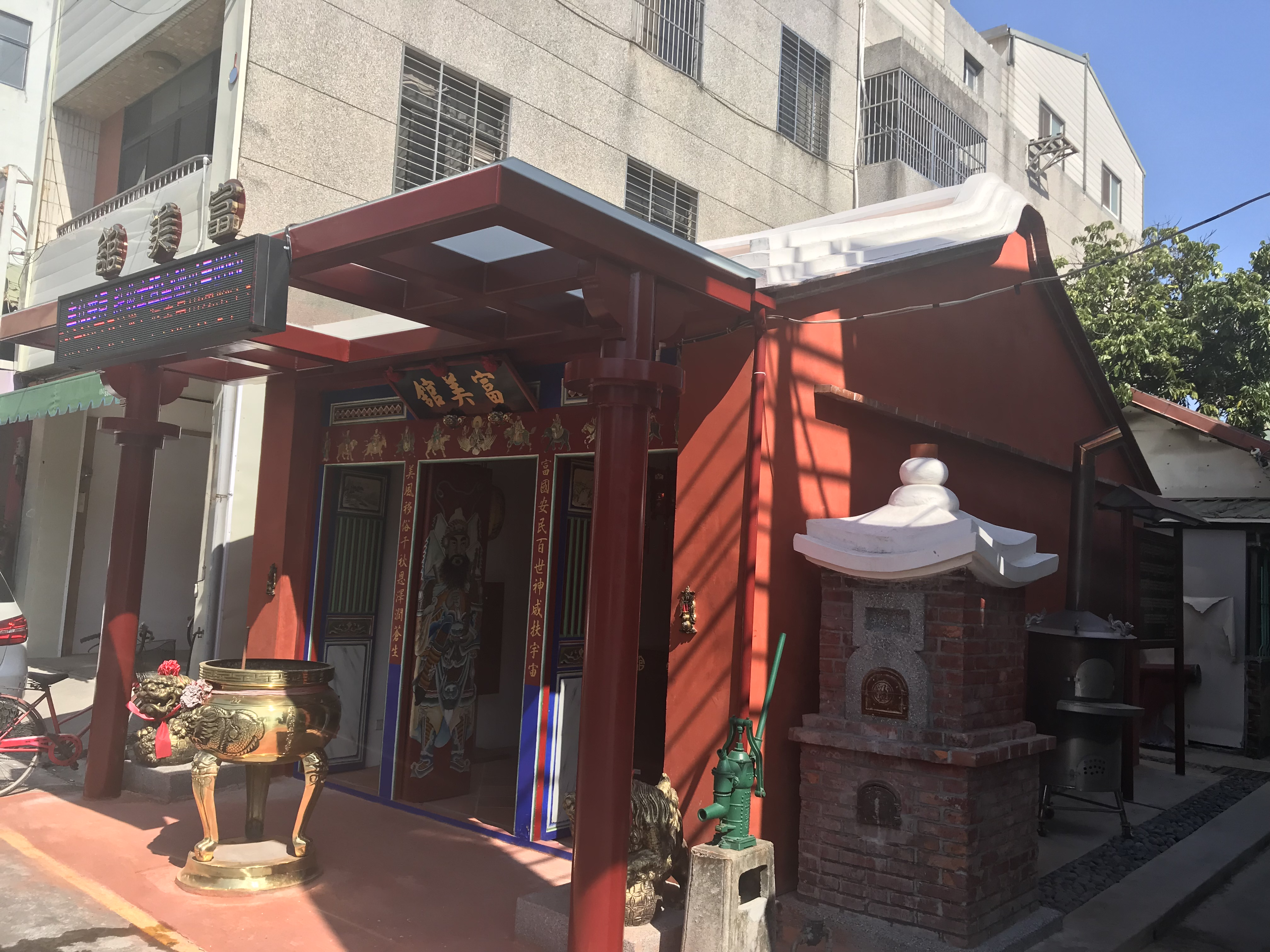
北斗富美館

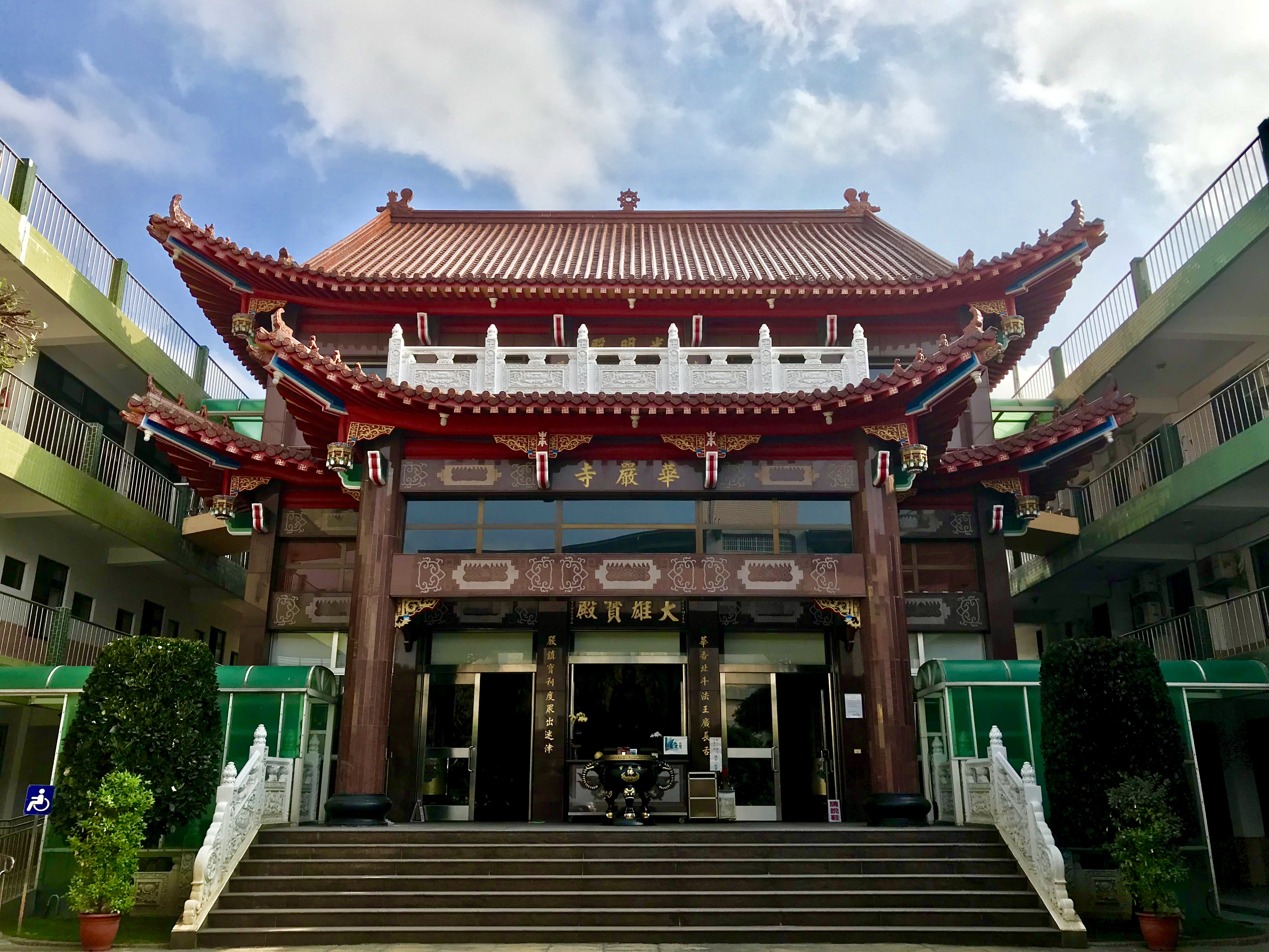
北斗華嚴寺

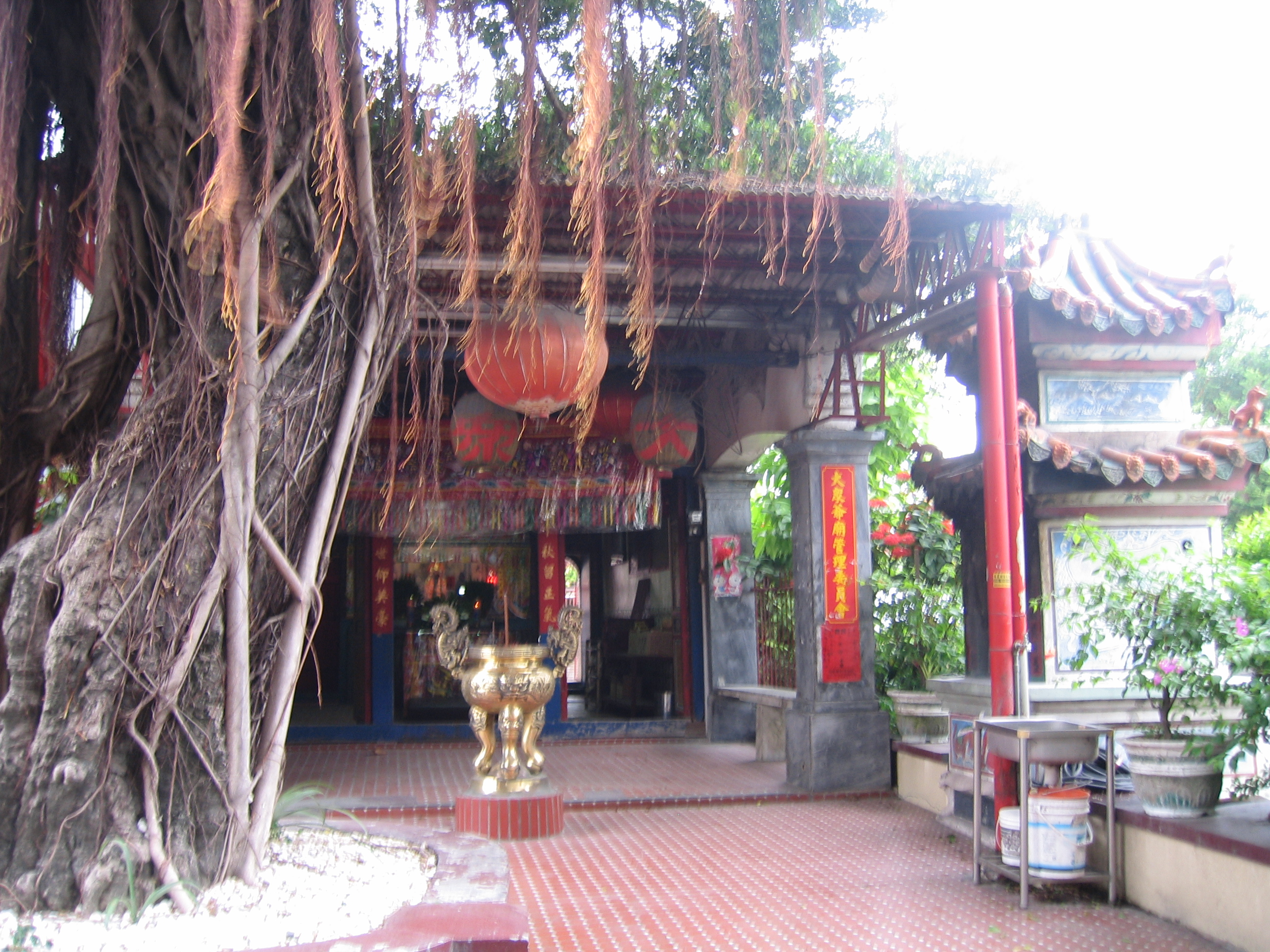
北斗大眾爺廟

  - 北斗夜市(週四營業)：興農路二段、五權路口
  - 北斗紅磚市場(小菜市場)：新市街40號
  - 北斗大菜市場：光復路、復興路口
  - 北斗黃昏市場：復興路316巷內

- 古蹟文物：
  - 東螺西保北斗街記：現存於奠安宮後殿
  - 建北斗街記：現存於奠安宮後殿
  - 里人貢生胡君元章喜充香資齋糧碑記：現存於奠安宮後殿
  - 嚴禁筏夫勒索示碑：現安置於奠安宮前庭
  - 買補倉糧示禁碑：現安置於奠安宮前庭
  - 螺青書院[6]五文昌夫子神位：現存於奠安宮文昌殿
  - 奠安宮媽祖神符版：不明原因遺失流落民間，現已被民眾購回並回贈奠安宮[32]
  - 北斗街新建義塚碑：現存於英靈堂
  - 北斗保甲事務所 ：地政路421號
  - 豐里移民村
  - 北斗日治時期官舍建築群
    - 北斗警長官舍：地政二巷11號，現作為北斗警察局分局長宿舍
    - 北斗街長官舍：地政二巷33號
    - 北斗郡守官舍（彰化縣二二八暨人權紀念館）：地政二巷18號

  - 已拆除的日治時期建築
    - 北斗神社：現為北斗家商，僅存以下文物
      - 石製狛犬：現安置於奠安宮前庭左右兩側
      - 銅製神馬：不明原因失蹤，疑被立為高雄鳳山陸軍官校務實馬銅像（務實馬早期照片側身可見清晰的北斗神社神紋，幾乎可認定兩者是同一雕像）[33]

    - 北斗郡役場：現為北斗警察局，僅存一倉庫於警察局正後方停車場
    - 北斗街役場：現為北斗郵局
    - 北武德殿：現已拓為文苑東路和彰化地方稅務局北斗分局

  - 北斗七星古井 (七口古井)
    - 奠安宮廟內，媽祖神台下方
    - 奠安宮前庭
    - 北斗紅磚市場
    - 北斗普度公壇
    - 北斗舊戲院圓環
    - 北斗大眾爺廟
    - 北斗保安館

  - 北斗國中中正堂：文苑路一段136號
  - 北斗遠東戲院：光復路142號

- 歷史街屋：
  - 楊和興：宮前街63號、68號之間
  - 春興百貨行：宮前街91號
  - 陳氏商行(三層樓仔)：斗苑路一段119號
  - 洽成行：斗苑路一段145號
  - 二層樓街屋(弘爺漢堡)：斗苑路一段162號
  - 協和診所：斗苑路一段213號
  - 葉勝利商會：斗苑路一段259號
  - 謝炳雲眼科診所：斗苑路一段285號
  - 楊萬上宅：斗苑路一段310號、312號
  - 合順商店：元市街29號
  - 長裕商店：元市街58號
  - 北斗醫院：元市街38號
  - 森元中藥房：光復路一段105號、107號
  - 林婦產科：光復路、民權路口
  - 張煖古厝(裕遠堂)：文子巷10號

- 公園綠地：
  - 北斗河濱公園：河濱街
  - 北斗環保公園：斗中路
  - 北牛墟廣場：復興路
  - 北斗思恩公園：復興路、宮後街
  - 北斗渡船頭：宮前街、五權路、神農路 (七星橋旁)
  - 扶輪公園：舜苑街、河濱街、舜苑街127巷
  - 心動廣場：河濱街 (天樞橋、天璣橋之間)
  - 北斗大榕樹：斗苑路 (寶興宮對面)
  - 北斗國際木球場：地政路
  - 至善園：學府路、神社路
  - 居仁兒童公園：地政路
  - 東螺溪自行車道：河濱街、舊溪路一段、舊溪路二段

- 賞花秘境：
  - 東螺溪畔美人樹：舊濁水溪 (七星橋、天權橋之間)
  - 東螺溪畔木棉花：舊濁水溪 (北斗鎮、埤頭鄉交界處)
  - 河濱公園紫藤花廊道：天權橋旁
  - 雞冠花花海、紫羅蘭花田： 興農路二段141巷

- 道路橋樑：
  - 天權橋 (原名川並橋)：舜苑街 (河濱公園)
  - 天璇橋：河濱公園
  - 天樞橋：河濱街 (河濱公園)
  - 天璣橋：河濱街 (河濱公園)
  - 第一北勢寮橋：中山路、北勢寮路
  - 北斗橋：中山路、河濱街、舊溪路一段
  - 中寮橋：斗苑路二段、舊溪路
  - 中圳橋：斗中路 (環保公園旁)
  - 七星橋：宮前街、五權路、神農路 (渡船頭旁)
  - 正義橋：北勢寮路

- 宗教場所：
  - 武英殿：武英巷21號，建於1671年
  - 寶興宮：斗苑路一段382號，建於1718年
  - 福德祠：福安巷1號，建於1719年
  - 保安館：新市街37號，建於1796年
  - 寶藍宮：地政路332號，建於1818年
  - 萬安館：斗苑路一段219號，建於1837年
  - 富美館：光復路196號，建於1877年
  - 順天宮：中寮路37號，建於1895年
  - 將軍祠：中寮路70號，建於1930年
  - 壽安宮：舜耕路22號，建於1953年
  - 寶光寺：武英巷19號，建於1959年
  - 華嚴寺：光復路422號，建於1964年
  - 白鶴宮：中和路47號，建於1965年
  - 忠義宮：宮前街2-28號，建於1991年
  - 天師公壇：東斗路6號，建於1718年
  - 普度公壇：光復路54號，建於1798年
  - 大道天師府：螺陽路311號，建於1987年
  - 廣福宮：興農路一段497巷140號，建於1961年
  - 順福宮：興農路一段293巷20號，建於1978年
  - 寶天宮：中山路二段一巷1號，建於1974年
  - 三和福德宮：三號路，建於2000年
  - 寶斗銀樓媽祖(開基大媽）：四維路36號，建於2007年
  - 東螺開基祖廟天后宮(七娘媽)：宮前街1-14號，建於2009年
  - 鎮黎府：中寮里斗苑路二段770巷58號，建於2010年
  - 大眾爺廟：西德街7號，建於1718年
  - 英靈堂：光仁街216號，建於1822年
  - 寶光寺：武英巷重慶里3號
  - 淨光寺：舜耕路11-1號
  - 台灣基督長老教會北斗教會：元市街9號，建於1923年
  - 天主教台中教區北斗聖神堂：中山路二段62號，建於1958年
  - 北斗靈糧堂：復興路542號，建於2012年
  - 貴格會北斗教會：光復路346巷112號
  - 北斗新生命小組教會：興農路二段532號
  - 北斗鎮召會：中山路二段445巷81號
  - 北斗平安台福基督教會：復興路820號
  - 瑞德佛堂：中寮三路139號

- 觀光工廠：
  - 愛玩色創意館：三號路296號 電話:(04)888-6016
  - 織夢樂園：復興路568號 電話:(04)888-4540

- 飯店民宿：
  - 北斗七星民宿：中山路一段2-1號 電話:(04)888-1222

## 美食
- 北斗三大名產
  - 肉圓
  - 肉乾
  - 酥糖
- 其他名產
  - 香菜
  - 鍋貼
  - 碗粿
  - 三明治
  - 高麗菜飯
  - 水蒸蛋糕
  - 香油
  - 麥芽糖

## 外部連結
- 北斗鎮公所（页面存档备份，存于）
- 北斗古文書老照片數位化建置計畫（页面存档备份，存于）